# 장윤정 (트라이애슬론 선수)
장윤정(張允貞, 1988년 9월 15일~ )은 대한민국의 트라이애슬론 선수이다. 2010년 아시안 게임에서 개인전 동메달을 획득하여 대한민국 최초의 아시안 게임 트라이애슬론 메달리스트가 되었으며, 2018년 아시안 게임에서는 트라이애스론 혼성릴레이 종목에서 은메달을 기록하였다.
2020년 7월, 후배 선수인 최숙현 폭행 혐의와 관련하여 영구 제명되었다.